# Les Sylphides

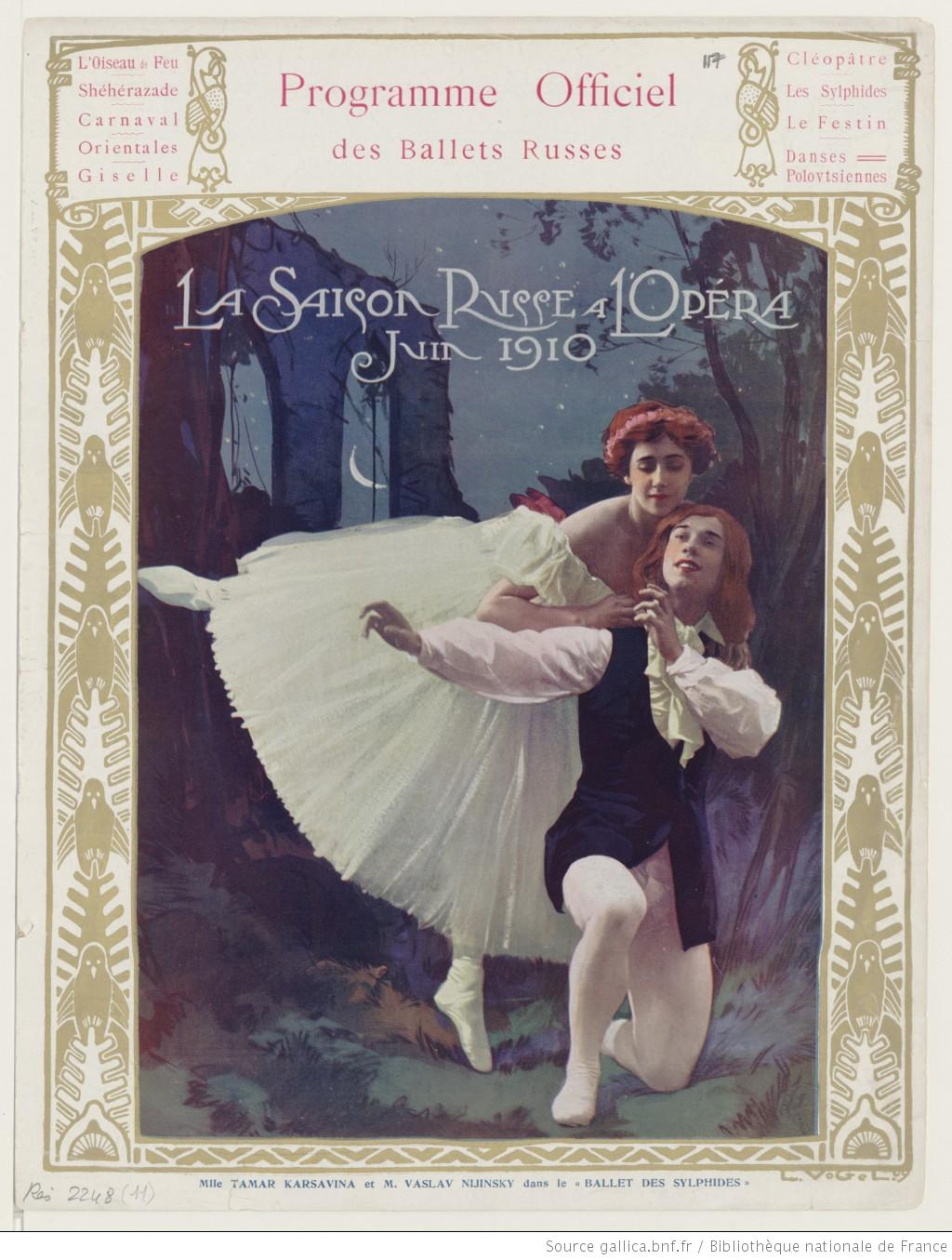
Les Sylphides - Programma dei Ballets Russes - Karsavina e Nijinski Paris 1910

Les Sylphides è il titolo di un balletto simbolista che rievoca poeticamente l'ambientazione del  balletto romantico ma ne rappresenta il definitivo superamento. .
La coreografia originale fu realizzata da Michel Fokine su musiche di Fryderyk Chopin orchestrate da Alexander Glazunov. Glazunov nel 1892 aveva già arrangiato parte della musica, presentata al pubblico nel dicembre 1893  sotto forma di suite orchestrale col titolo Chopiniana, Op. 46 per la direzione di Nikolai Rimsky-Korsakov.
Il balletto, spesso descritto come un "sogno romantico", di fatto fu il primo balletto ad essere veramente tale . Infatti Les Sylphides non ha una trama né segue una storia ma prevede solo la danza in un bosco al chiaro di luna di un gruppo di silfidi in tutù bianco e un giovane poeta sognatore in calzamaglia bianca e giacca nera. Nelle sue Memorie di un maestro di balletto, Fokine spiega che volle rendere omaggio al sentimento ispiratore dei balletti del primo romanticismo, l'era di Maria Taglioni e di Théophile Gautier, perché in essa, la danza classica era stata veramente, a suo avviso,  espressione di un intento artistico, di un moto dell'anima, e non mero sfoggio atletico e di virtuosismo tecnico fine a se stesso, come lo era divenuta al Teatro Marinskij alla fine del XIX secolo, all'epoca della formazione dello stesso Fokine.

## Storia
L'effettiva identificazione della prima assoluta non è precisa. Secondo alcuni, coincide con l'esecuzione del balletto Rêverie Romantique: Ballet sur la musique de Chopin avvenuta nel 1907 al teatro Mariinskij di San Pietroburgo. Questo spettacolo servì da base a Fokine per il balletto Chopiniana che però assunse una propria connotazione diversa.
Il balletto Les Sylphides nella sua forma attuale fu presentato per la prima volta al Théâtre du Châtelet di Parigi il 2 giugno 1909 dalla compagnia dei Balletti Russi di Sergej Djagilev. Questa è la prima esecuzione più famosa, che vedeva come solisti Tamara Karsavina, Vaslav Nijinsky nel ruolo del giovane poeta sognatore, Anna Pavlova e Alexandra Baldina.
La prima esecuzione a Londra avvenne alla Royal Opera House (Covent Garden) durante la prima stagione di presenza dei Balletti Russi di Djagilev.
La prima esecuzione negli Stati Uniti fu una versione non autorizzata messa in scena al Winter Garden di New York il 14 giugno 1911, più incentrata sulle silfidi, con la presenza della sola Baldina. La prima ufficiale da parte della compagnia dei Balletti Russi avvenne il 20 gennaio 1916 al Century Theater di New York con Lidija Lopuchova che aveva danzato anche nella produzione non autorizzata di cinque anni prima. Nijinsky danzò nella rappresentazione del 14 aprile 1916 alla Metropolitan Opera, che prevedeva anche la messa in scena di un balletto analogo sulla musica di una suite per pianoforte di Robert Schumann, Papillons, sempre su coreografia di Fokine.
Fokine allestì il balletto anche per altre compagnie, danzando per alcuni anni egli stesso con la moglie Vera nei ruoli principali.
Nel 1940 la produzione passò all'American Ballet Theatre che lo rappresentò la per la prima volta l'11 gennaio dello stesso anno al teatro del Rockefeller Center..

## Versioni

### Produzione originale
Il balletto Chopiniana si basava su una composizione musicale differente. La prima esecuzione nella suite originale di Glazunov utilizzava solo quattro brani di Chopin. Fokine in seguito fece orchestrare e aggiungere un valzer, mantenendo anche per questa versione il titolo Chopiniana.
1. Polacca in La maggiore, Op. 40, no. 1,
2. Notturno in Fa maggiore, Op. 15, no. 1,
3. Mazurka in Do diesis minore, Op. 50, no. 3,
4. Valzer in Do diesis minore, Op. 64, no. 2, fatto aggiungere da Michail Fokine[4]
5. Tarantella in La bemolle maggiore, Op. 43.

Il valzer orchestrato servì da ispirazione a Fokine per rivedere le coreografie nella loro forma pressoché definitiva, selezionando altri brani di Chopin orchestrati da Maurice Keller del teatro Marijnskij.

### Produzione dei Balletti Russi
In occasione della prima parigina nell'ambito della "Saison Russe" del 1909, Djagilev commissionò la riorchestrazione di tutti i brani, ad esclusione del valzer orchestrato da Glazunov, ad Anatolij Lijadov, Sergej Taneev, Nikolaij Čerepnin e Igor Stravinskij. Questa fu la versione intitolata Les Sylphides che debuttò in prima assoluta a Parigi nel 1909.

### Versione standard
La versione canonica include:
1. Polacca in La maggiore (sostituita da alcune compagnie con il Preludio in La maggiore)
2. Notturno in La bemolle maggiore (Op. 32, no. 2),
3. Valzer in Sol bemolle maggiore (Op. 70, no. 1),
4. Mazurka in Re maggiore (Op. 33, no. 2),
5. Mazurka in Do maggiore (Op. 67, no. 3),
6. Preludio in La maggiore (Op. 28, no. 7),
7. Valzer in Do diesis minore (Op. 64, no. 2),
8. Gran Valzer brillante in Mi bemolle maggiore (Op. 18)

### Produzione del New York City Ballet
Il New York City Ballet ha prodotto una propria versione con il titolo dell'opera originale,  Chopiniana, caratterizzata per l'assenza della Polacca in La maggiore. La prima di questa versione avvenne al Lincoln Center di New York il 20 gennaio 1972, prodotta da Alexandra Danilova e interpretata da Karin von Aroldingen, Susan Hendl, Kay Mazzo e Peter Martins.

## Altre orchestrazioni
Anche altri musicisti hanno orchestrato brani di Chopin per le principali compagnie di danza. Tra questi, Benjamin Britten, Alexander Grečaninov e Roy Douglas. Le varie orchestrazioni sono tutte sostanzialmente variazioni sul tema.

## Galleria d'immagini

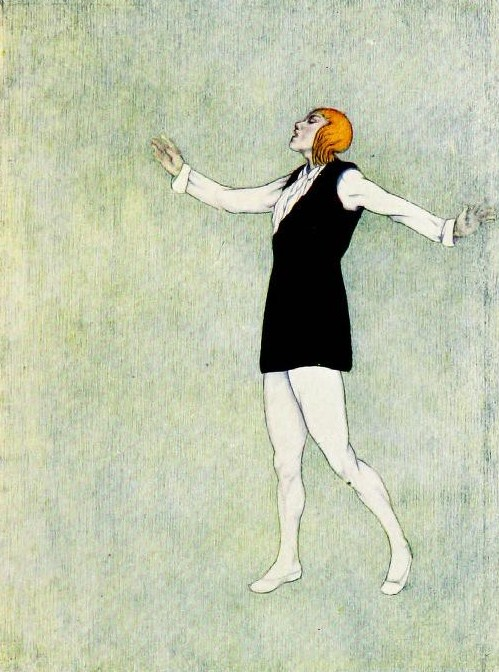
Nijinski, Paris, 1913
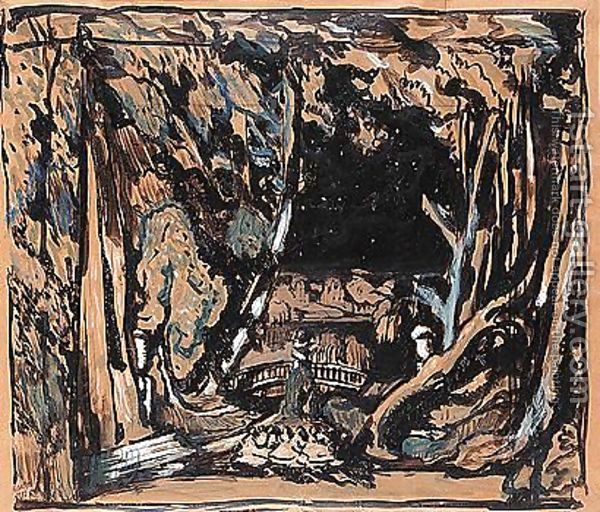
Scenografia per Les Sylphides di Léon Bakst
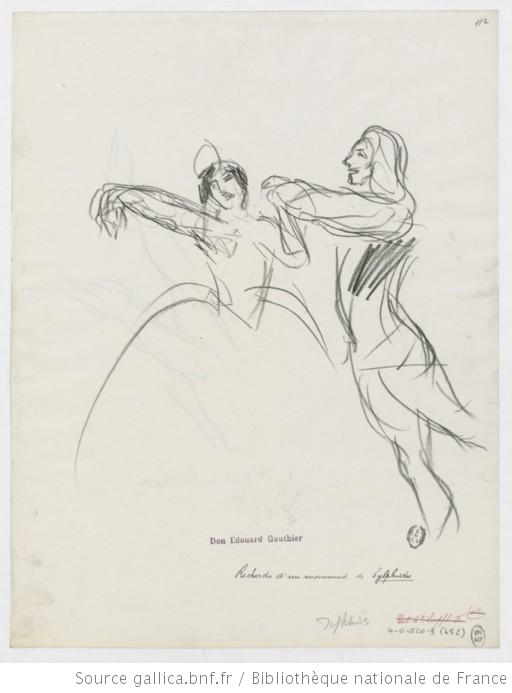
Schizzo del balletto di Paul Charles Delaroche 1913